# Вуспюрт-Чурачики
Вуспю́рт-Чура́чики (рос. Вуспюрт-Чурачики, чув. Виçпӳрт Чурачăк) — присілок у складі Чебоксарського району Чувашії, Росія. Входить до складу Ішлейського сільського поселення.
Населення — 103 особи (2010; 113 у 2002).
Національний склад:
- чуваші — 99 %